# Filippo Leroy
Filippo Leroy è un singolo del cantautore italiano Fulminacci pubblicato il 15 settembre 2023 come quarto estratto dal terzo album in studio Infinito +1 dalla Maciste Dischi.

## Tracce
Testi di Filippo Uttinacci, musiche di Giorgio Pesenti, Filippo Uttinacci.
1. Filippo Leroy – 3:03